# Jeśli wiesz co chcę powiedzieć…
Jeśli wiesz co chcę powiedzieć... – pierwszy singel promujący debiutancką solową płytę Kasi Nosowskiej pt. puk.puk. Piosenkę promował teledysk, który zawierał fragmenty filmu Gry uliczne. Wystąpiła w nim również sama Nosowska.
Płyta zawiera cztery nagrania zarejestrowane w 1996. Dwa pierwsze powstały w studiu S-4. W utworze tytułowym na saksofonie zagrał Aleksander Korecki. Dwa pozostałe nagrania zamieszczone na tym singlu zostały (jak podano na okładce) nagrane w domu. Na dołączonym do płyty CD (oraz kasety) materiale poligraficznym nie wymieniono nazwisk wykonawców (oprócz A.Koreckiego). Utwór tytułowy oraz jego wersja instrumentalna zostały wykorzystane w filmie Gry uliczne w reżyserii Krzysztofa Krauze.
Singel został wydany w 1996 przez Mercury PolyGram Polska (CD 578 088-2, MC 578 088-4). W 2018 Nosowska, we współpracy z Natalią Zamilską nagrała utwór ponownie.

## Lista utworów
| 1. | "Jeśli wiesz co chcę powiedzieć..." (muz. Piotr Banach, sł. Katarzyna Nosowska)  | 3:09  |
|    |                                                                                  |       |
| 2. | "Jeśli wiesz co chcę powiedzieć..." wersja instrumentalna (muz. Piotr Banach)    | 2:21  |
|    |                                                                                  |       |
| 3. | "Zmieniam się" wersja demo (mono) (muz. Marcin Macuk, sł. Katarzyna Nosowska)    | 3:15  |
|    |                                                                                  |       |
| 4. | "Pani pasztetowa" wersja demo (mono) (muz. Piotr Banach, sł. Katarzyna Nosowska) | 2:56  |
|    |                                                                                  |       |
|    |                                                                                  | 11:41 |
|    |                                                                                  |       |

## Informacje uzupełniające
- Produkcja muzyczna – Piotr Banach
- Realizacja dźwięku – Leszek Kamiński, Piotr Banach
- Mastering – Leszek Kamiński, Grzegorz Piwkowski
- Zdjęcie na okładce i projekt graficzny – Marta & Łukasz „Thor” Dziubalscy
- Zdjęcia w tekście – kadr z filmu Gry uliczne